# Omari Spellman
Omari Spellman (Cleveland, Ohio, 21 de julio de 1997) es un baloncestista estadounidense-libanés que pertenece a la plantilla del BC Zenit San Petersburgo de la VTB United League. Con 2,03 metros de estatura, juega en la posición de ala-pívot.

## Trayectoria deportiva

### Universidad
Tras jugar en 2016 el Jordan Brand Classic, en el que consiguió 12 puntos y 15 rebotes, fue reclutado por los Wildcats de la Universidad de Villanova, donde tuvo que pasar un año entero en blanco debido a su expediente académico, al no poderse graduar con sus compañeros de curso en el instituto. Cumplió un año de sandión, que aprovechó para perder hasta 20 kilos de peso, jugó una temporada en la que promedió 10,9 puntos, 8,0 rebotes y 1,5 tapones por partido. Ese año ganaron el Torneo de la NCAA tras derrotar en la final a Michigan, en un partido en el que Spellman colaboró con 8 puntos y fue el máximo reboteador del encuentro con 11 rechaces. Fue elegido Rookie del Año de la Big East Conference.
Al término de su tercera temporada, se declaró elegible para el Draft de la NBA, renunciando así a los tres años que le quedaban de universidad.

#### Estadísticas
| Año     | Equipo    | PJ | PT | MPP  | %TC  | %3P  | %TL  | RPP | APP | ROB | TPP | PPP  |
| ------- | --------- | -- | -- | ---- | ---- | ---- | ---- | --- | --- | --- | --- | ---- |
| 2017–18 | Villanova | 40 | 39 | 28.1 | .476 | .433 | .700 | 8.0 | .8  | .7  | 1.5 | 10.9 |

### Profesional
Fue elegido en la trigésima posición del Draft de la NBA de 2018 por Atlanta Hawks.
Tras una temporada en Atlanta, el 8 de julio de 2019, es traspasado a Golden State Warriors a cambio de Damian Jones.
El 6 de febrero de 2020, Spellman es traspasado a Minnesota Timberwolves, junto a D'Angelo Russell y Jacob Evans, a cambio de Andrew Wiggins. Los Timberwolves le asignaron a su equipo filial de la G League los Iowa Wolves.
El 24 de noviembre de 2020, Spellman fue traspasado a los New York Knicks a cambio de Ed Davis. Pero el 7 de enero de 2021, fue cortado por los Knicks, sin llegar a disputar un solo encuentro.
El 27 de enero de 2021, firma por el Erie BayHawks de la NBA G League.
Durante la Liga de Verano de la NBA de 2021, Spellman fue parte de los Chicago Bulls. El 31 de agosto de 2021 firmó contrato con el Anyang KGC de la liga de baloncesto de Corea.
El 13 de julio de 2024 firmó un contrato de dos temporadas con el BC Zenit San Petersburgo ruso que disputa la VTB United League.

## Selección nacional
A pesar de no tener ningún vínculo previo con el Líbano, la Federación Libanesa de Baloncesto acordó, en abril de 2023, su incorporación al seleccionado del Líbano como jugador nacionalizado con el objetivo de disputar la Copa Mundial de Baloncesto de 2023. Por lo que durante agosto y septiembre de 2023 fue integrante de la selección de Líbano que participó en el Mundial de 2023 celebrado en Asia, y que finalizó en vigesimotercer lugar.

## Estadísticas de su carrera en la NBA

### Temporada regular
| Año     | Equipo       | PJ | PT | MPP  | %TC  | %3P  | %TL  | RPP | APP | ROB | TPP | PPP |
| ------- | ------------ | -- | -- | ---- | ---- | ---- | ---- | --- | --- | --- | --- | --- |
| 2018-19 | Atlanta      | 46 | 11 | 17.5 | .402 | .344 | .711 | 4.2 | 1.0 | .6  | .5  | 5.9 |
| 2019-20 | Golden State | 49 | 3  | 18.1 | .431 | .391 | .793 | 4.5 | 1.0 | .7  | .5  | 7.6 |
| Total   | Total        | 95 | 14 | 17.8 | .417 | .366 | .766 | 4.3 | 1.0 | .6  | .5  | 6.8 |